# Casarão do Anastácio

O Casarão do Anastácio é uma construção histórica localizada no distrito de São Domingos na zona norte do município de São Paulo. Foi construído em 1920, originalmente para abrigar o Club House, hospedaria do antigo Frigorífico da Companhia Armour do Brasil. Sua arquitetura é de influência hispânica ou mexicana, sendo um dos poucos prédios da cidade no estilo arquitetônico “missões”.
Foi parte da propriedade rural chamada Fazenda do Anastácio, que foi comprada em 1856 pelo Brigadeiro Tobias de Aguiar. A sua cônjuge
Domitila de Castro Canto e Mello, a Marquesa de Santos, não foi proprietária da Fazenda Anastácio pelo fato de seu casamento no ano de 1842 em Sorocaba ter sido no Regime de Separação de Bens.
Foi tombado como patrimônio histórico em março de 2013, ao final de um processo que levou 21 anos para ser concluído. Atualmente, é propriedade da construtora norte-americana Tishman Speyer, que o comprou em 2007 por 70 milhões de reais.
Fica na Marginal do Tietê, no acesso à Rodovia Anhanguera, e sua arquitetura e ambiente o fazem uma referência para a população.

## História

### A fazenda
No início do século XIX, o grande terreno de 180 mil metros quadrados teve como seu primeiro proprietário o coronel Anastácio de Freitas Troncozo, membro do Governo Provisório de São Paulo. Cerca de 250 pessoas viviam na região, e a fazenda continha plantações de café, chá, cereais, vinhas e outros produtos de subsistência. Em 1856, no entanto, foi vendido ao brigadeiro Rafael Tobias de Aguiar.
A sua esposa Domitila de Castro Canto e Mello, a Marquesa de Santos, tendo o casamento em 1842 no Regina de Separação de Bens não era proprietária da Fazenda Anastácio. Ela pediu que fosse assim para que continuasse a administrar sua fortuna e propriedades de forma independente.
Rafael Tobias de Aguiar foi duas vezes presidente da província de São Paulo, e liderou a Revolução Liberal de 1842 em São Paulo.
Mesmo antes que se tornasse proprietário, a área já era usada durante as revoltas como local de parada de trocas que passavam pela capital paulista e seguiam em missões para Campinas e Sorocaba.
Segundo documentos guardados na Universidade de São Paulo (USP), a marquesa, que utilizava o terreno aos finais de semana, mostrava tolerância para com os escravos, e tinha o hábito de fumar com eles nas imediações da sede da fazenda. Evidências históricas apontam que pode ter existido naquela área o primeiro quilombo da capital paulista.
Com a morte de Tobias, Domitila utilizou a Fazenda para lazer até a data de seu falecimento, em 1867, deixando a fazenda para seus herdeiros.

### Origem e construção
No início do século XX, parte da propriedade rural foi vendida para o frigorífico da Companhia Armour do Brasil, que ficou com a área dos cafezais e plantações de chá a partir de 1917, além de comprar também a próxima Fazenda Capuava. A área destinada para criação de gado de corte foi entregue à Cia. City de Desenvolvimento, que viria a lotear a região, atraindo fábricas, trabalhadores, e imigrantes que também se tornariam novos moradores. Parte do terreno também foi vendida para a empresa canadense São Paulo Light and Power Co. voltada para geração e distribuição de energia elétrica. Na década de 1910, a antiga casa da fazenda, feita de taipa de pilão, foi demolida. Foi ordenada então a construção do casarão, que seria o Club House, hospedaria para os funcionários do frigorífico. A edificação foi erguida no estilo arquitetônico "missões", de influência mexicana ou hispânica, com uma área de 1.500 metros quadrados. O local também foi utilizado para criação e treinamento de cavalos para corridas e saltos.
O casarão manteria o nome do primeiro dono da fazenda, embora o imóvel só tenha sido construído anos após a morte do coronel em 1839 e a venda em 1856: "Casarão do Anastácio", que fora construído na antiga "Fazenda do Anastácio".

### Abandono e processo de tombamento
Em 1960, a propriedade que antes fora a Fazenda do Anastácio foi vendida para a empresa Flora S. A. Administração e Comércio. O casarão, com o tempo, foi deixado sem uso, entrando em estado de deterioração.
Após anos de abandono, o interior do estabelecimento se decompôs, a maioria das janelas foi retirada e as paredes ficaram cheias de pichações. A vegetação também tomou a maior parte de seu terreno.
Donos do terreno já tentaram demolir o casarão, mas foram impedidos por um pedido de tombamento histórico feito à Secretaria Municipal de Cultura em 1992. O pedido foi protocolado pelo antropólogo Edson Domingues, coordenador do Movimento Cultural de Pirituba, e apoiado pelo Ministério Público. No entanto, o processo de tombamento só seria concluído 21 anos depois.
Em 2007, a incorporadora norte-americana Tishman Speyer comprou a propriedade que fora a Fazenda do Anastácio, o que inclui o Casarão do Anastácio, por 70 milhões de reais. Foi acordado então com a Secretaria do Verde e Meio Ambiente que o imóvel seria transformado em espaço cultural. No primeiro semestre de 2008, a empresa afirmou que restauraria o lugar. Em março do mesmo ano, o então prefeito de São Paulo Gilberto Kassab (DEM) declarou a área verde como de utilidade pública, com a proposta de desapropriá-la e transformá-la em um parque público. Porém, o decreto foi revogado cinco meses depois. A justificativa utilizada pela Secretaria do Verde e Meio Ambiente foi de que, após uma reunião pública com cem moradores do distrito de Pirituba, estes teriam concordado com a construção de 14 prédios e um shopping center. Os edifícios teriam de 25 a 27 andares, e um total de 1.500 apartamentos. O espaço restante, de 7.800 metros quadrados (4% da área total do terreno), seria convertido em um parque privado de uso público, e serviria de continuidade para o parque Cidade de Toronto, localizado em área próxima. A Tishman Speyer também teria se comprometido à preservação de 1.137 árvores presentes no local e à plantação de novas 1.600. O novo projeto foi criticado pelo Movimento Defenda São Paulo, que fora favorável à construção do parque público. Heitor Tommasini, o diretor-executivo do movimento, argumentava que a reunião pública não tinha previsão legal, e que a cidade estaria perdendo uma reserva ambiental.
Ao final de 2008, a Tishman Speyer ainda não havia pedido ao CONPRESP (Conselho Municipal de Preservação do Patrimônio Histórico, Cultural e Ambiental da Cidade de São Paulo) a autorização para a revitalização do Casarão, e nenhuma obra que alterasse o imóvel poderia ser realizada sem o aval do órgão, uma vez que estava protegido por um processo de tombamento histórico. A incorporadora falava em apresentar oficialmente em 2009 o projeto de construção do shopping center e dos 14 prédios, semelhante à versão anunciada na reunião pública.
Em 8 de junho de 2013, o processo foi concluído e o Casarão do Anastácio foi tombado como patrimônio histórico, de acordo com decisão tomada em abril do mesmo ano. A resolução do CONPRESP considerou que a edificação se destacava no contexto urbano heterogêneo da cidade de São Paulo, com características arquitetônicas e ambientais que a tornavam uma referência para a população. Também foi considerado que, por sua história, o lote onde se encontra o casarão seria testemunho da ocupação da mesma região pela Fazenda do Anastácio no século XVIII, além de seu valor na paisagem urbana e de seu estilo arquitetônico desenvolvido nos Estados Unidos da América, de influência hispânica ou mexicana, que complementaria "o cenário eclético da arquitetura paulistana". Com o Casarão considerado patrimônio histórico, ficou determinado que suas fachadas tivessem suas características arquitetônicas completamente preservadas, tal como os elementos internos que constituíam o edifício e caracterizavam seu estilo arquitetônico original, como as lareiras, esquadrias, o revestimento de lambril de madeira, e os forros e pisos dos cômodos do térreo considerados principais, que eram as antigas biblioteca, sala de estar e sala de jantar. A resolução se aplicava não só ao casarão, mas toda a área em um raio de 40 metros em torno dele, que deveria preservar a topografia já existente, sem novas construções.

### Após o tombamento
Anos após o tombamento como patrimônio histórico, o Casarão do Anastácio ainda se encontra em estado de abandono. A Tishman Speyer disse ter começado o processo de restauração, mantendo a promessa de transformar o imóvel em um ponto cultural, além da de construir um empreendimento de torres na área atrás dele. Reportagem realizada pelo Jornal da Gazeta em janeiro de 2016 revelou que a deterioração não havia mudado, as paredes ainda pichadas, a edificação sem muitas das janelas e com sua estrutura danificada. A vegetação alta que ocupa o terreno também não havia sido removida, e a construção das torres não havia começado. Não havia trabalhadores no local.
Edson Domingues, autor do pedido de tombamento feito em 1992, afirmou que a aprovação do projeto de reparação ainda seria "muito pouco", e que havia necessidade urgente de que a companhia proprietária iniciasse as obras, devido ao risco do imóvel "a qualquer momento, desabar, com a ação do tempo".
Edson também disse que no passado haviam ocorrido muitas reclamações sobre o local ser usado para encontros de grupos organizados, tráfico e partilha de roubo, mas que estaria no momento mais protegido, com caseiro e vigilância a 24 horas por dia.
Andaimes em parte do casarão são visíveis do lado de fora, mas estes já estavam presentes antes que ele fosse considerado patrimônio histórico.
Parte do que costumava ser a Fazenda do Anastácio, porém, se tornou a Vila Anastácio, local horizontalizado, com grande presença de galpões e indústrias, e grandes terrenos em disponibilidade, onde muitas construtoras têm lançado empreendimentos com o conceito de condomínio-clube.

## Características

### Localização
O Casarão do Anastácio está localizado no distrito de São Domingos bem na divisa com o distrito de Pirituba, na zona norte do município de São Paulo. Oficialmente, fica na Avenida Otaviano Alves de Lima, estando visível no acesso à Rodovia Anhanguera, a partir da Marginal do Tietê. Serve assim como potencial ponto de referência em local de tráfego pesado, que faz a conexão entre a capital paulista e diferentes outras cidades do estado. O arquiteto Marcos Winther, diretor da Divisão de Preservação do Departamento de Patrimônio Histórico (DPH) e autor de pesquisa para o projeto de preservação, já o descreveu como "um bem com valor paisagístico e, principalmente, de referência para os moradores que saíam de São Paulo rumo a Campinas".
Se situa dentro de um terreno de 180 mil metros quadrados, que no século XVIII compunha a propriedade rural conhecida como Fazenda do Anastácio, espaço importante na história da formação da comunidade de Pirituba.

### Arquitetura
A edificação foi construída dentro do estilo arquitetônico neocolonial hispano-americano, também conhecido sob outras nomeações, como "Estilo Mexicano", "Estilo Californiano", ou "Estilo Missões". Uma forma de arquitetura que se desenvolveu na América Latina no final do século XIX, no contexto em que muitos países que se libertavam da colonização espanhola buscavam uma "independência da cultura". Possui elementos decorativos em comum com a arquitetura religiosa missioneira (daí vem a nomenclatura Mission-Style, que originou em português a denominação "Estilo Missões"), e com o legado pré-colombiano.
A vertente, inspirada no revivalismo de missões espanholas feitas no oeste da América, se caracteriza por um jogo de cobertas e volumes, gradis requintados, beirais curtos, aberturas em arcos que lembram o estilo gótico, e reboco com diferentes texturas e tipos de chapisco. Foi aplicado no Brasil pela primeira vez pelo arquiteto carioca Edgar Vianna, e se difundiu rápido nas principais cidades do país, como São Paulo e Rio de Janeiro.
Na resolução do CONPRESP que tombou o Casarão do Anastácio como patrimônio histórico em 2013, foram levadas em consideração suas características arquitetônicas, e que seu projeto, "desenvolvido nos Estados Unidos, com influência hispânica ou mexicana", representa estilo muito difundido para construções rurais ou suburbanas, sendo assim um complemento para "o cenário eclético da arquitetura paulistana".
A construção possui três andares, e seu térreo originalmente continha uma biblioteca, uma sala de estar e uma sala de jantar. Ao todo, também tinha cinco banheiros e mais de oito quartos. Agora, todos os cômodos estão deteriorados.

### Estado atual
O casarão está em estado de abandono desde a década de 1990. Suas paredes, sujas perderam a coloração original e estão marcadas por diversas pichações. Imagens mostram também a ausência de muitas das janelas, e a deterioração de parte de sua estrutura. Grande parte do teto e do piso desabou. O antropólogo Edson Domingues já descreveu em entrevista a preocupação de que a edificação desabe com a ação do tempo.

## Controvérsia
O imóvel já passou por diferentes disputas imobiliárias, tendo tido diferentes proprietários juntamente com o terreno ao seu redor. Algumas decisões tomadas pela administração pública e privada a seu respeito geraram críticas por parte da comunidade do distrito de Pirituba, incluindo movimentos pela preservação do estabelecimento ou revitalização da área.

### Tombamento
O período de tombamento do Casarão do Anastácio como patrimônio público foi protocolado em 1992, sendo concluído em junho de 2013, somente 21 anos depois. Domingues, autor do pedido, apontou como a principal causa do problema a falta de estrutura do DPH, que não teria equipe suficiente para uma gestão eficiente do patrimônio público. Afirmou que o Movimento Cultural de Pirituba, do qual era coordenador, reunia documentos, fotos, e depoimentos sobre a história da edificação, sem que fosse feita qualquer constituição de processo físico por parte da DPH.

### Parque público
Uma das propostas para o terreno ao redor do casarão foi a de transformá-lo em um parque público. Porém, o prefeito Gilberto Kassab revogou a decisão. A justificativa dada foi a de que a população havia concordado, em reunião envolvendo cem moradores, com uma nova proposta, de construir 14 prédios e um shopping center. A Secretaria do Verde e do Meio Ambiente também ressaltou que a área já tinha dois parques e ainda ganharia um terceiro até o final do ano (este, porém, teria 7.800 metros em vez da original ideia de 180 mil). Isso gerou críticas por parte da comunidade, ao todo formada por cerca de 171 mil habitantes. O Movimento Defenda São Paulo, que acompanhava a questão em posição favorável à construção do parque, criticou as afirmações. Heitor Tommasini, diretor-executivo do movimento, afirmou que a secretaria falava "como se já houvesse muito parque na região", e que a prefeitura estaria se baseando em uma reunião que não estava legalmente prevista.
O terreno ficava em uma área nobre, próxima ao parque Cidade de Toronto e ao City América. Os sobrados de alto padrão na área chegavam a custar mais de 1 milhão de reais, o que tornava o espaço atrativo para empreendimentos. Porém, Tommasini afirmou que estariam perdendo uma potencial área de preservação ambiental.

### Abandono
Mesmo após ser tombado como patrimônio público, nenhuma ação foi tomada para revitalizar ou restaurar o imóvel, ainda que o processo já houvesse sido aprovado pelo CONCRESP. Domingues afirmou que uma intervenção urgente seria necessária para evitar que o casarão desabasse a qualquer momento.